# Lada Niva

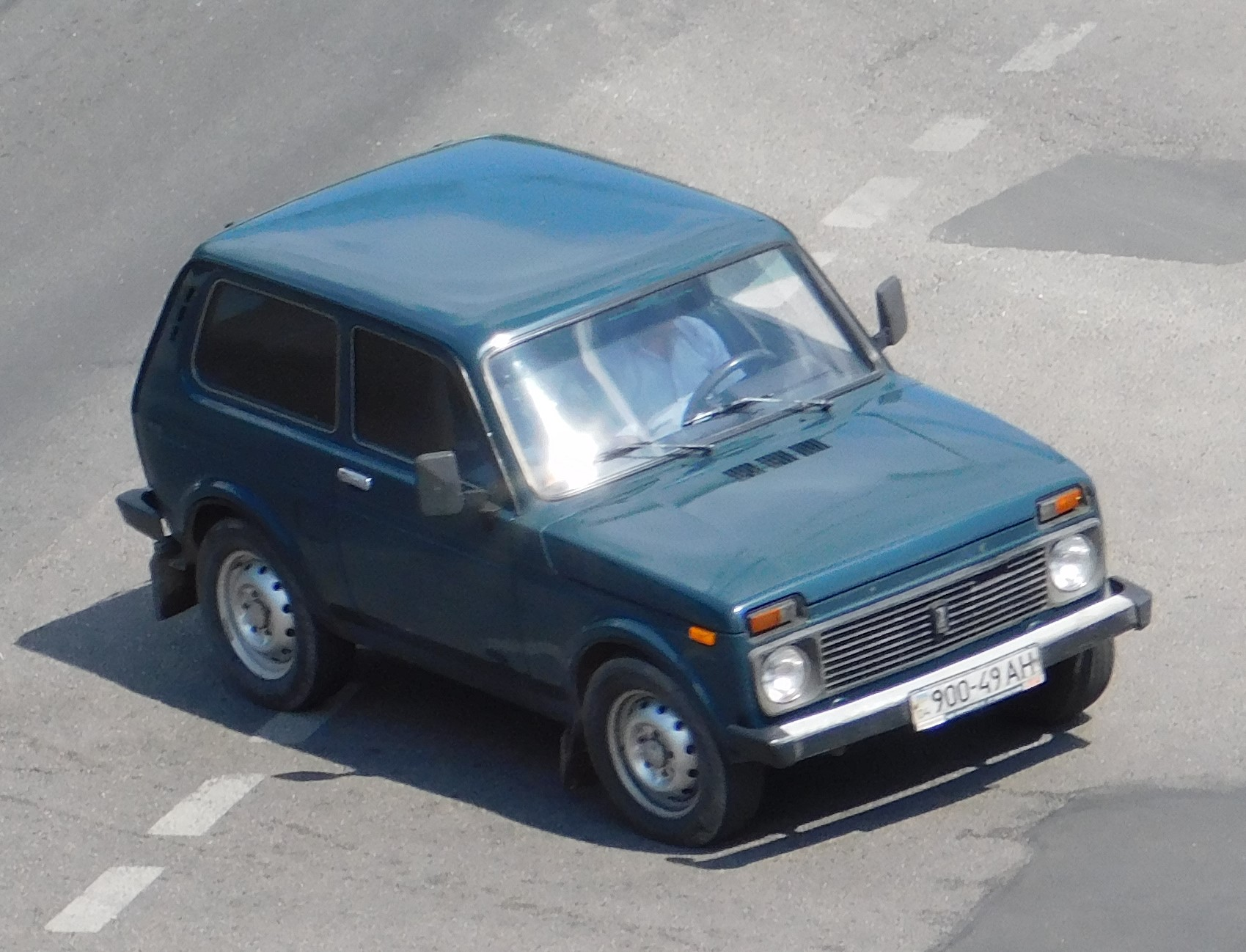
Lada Niva

Lada Niva Legend, numit anterior Lada Niva, VAZ-2121, VAZ-2131 și Lada 4×4, este o serie de automobile de teren, cu tracțiune integrală, proiectate și produse de AvtoVAZ din 1977.

## Specificații

### Date tehnice
- Locuri - 4
- Viteza Maximă - 130 km/oră
- Putere Maximă - 80 CP la 5.200 rotații
- Capacitate cilindrică - 1,578 l (1,600)

### Masa
- Masă proprie (gol) - 1.150 kg
- Maximă - 1.550 kg
- Pe axa față - 755 kg
- Pe axa spate - 795 (800) kg